# 2016年国家大呼拉尔选举
2016年国家大呼拉尔选举於2016年6月29日舉行。

## 背景
由于2012年采用的多数代表制和比例代表制相结合的混合选举制有利于小党和独立候选人，所以2016年国家大呼拉尔选举前，2016年5月蒙古国的两大党蒙古人民党和民主党联手在国家大呼拉尔通过了新的选举法，回归了有利于大党的简单多数制。2016年5月修訂的新選舉法律取消由比例代表制選出的議席，全部76名国家大呼拉尔委员将从全国76个单议席选区内直接选举产生。在選區得票最多的參選人需要得票率不低於28%（以有效票計），方可當選，否則需要進行補選。某一選區的投票率需至少有50%，選舉結果方為有效。

## 結果
蒙古国总选举委员会公布的数据显示，本届国家大呼拉尔选举登记选民约为191万人，投票率为72.1％，候选人主要来自12个政党和3个政党联盟，另有69名独立参选人。
最大在野黨蒙古人民黨获壓倒性大勝，取得国家大呼拉尔76席中的65席，重返執政。执政的民主党仅获得9席。分析認為民主黨執政以來，蒙古國內經濟低迷、外債劇增、黨派內鬥不斷引發選民不滿，成為该党惨败的主要因素。另外，蒙古人民革命党获得1席，独立候选人获得1席（即流行歌手萨曼德·吉布呼楞）。
2016年7月8日，新一屆國會以97.1%的票數通過由蒙古人民黨提名的扎爾格勒圖勒嘎·額爾登巴特出任新總理。

## 延伸閱讀
- Монгол Улсын Их Хурал | Preliminary results of the 2016 Election of the State Great Hural (Parliament) of Mongolia
- 击败执政党 蒙古国人民党夺回权力（页面存档备份，存于），德國之聲